# 敦儀親王
敦仪亲王（997年—1054年），为日本平安时代中期三条天皇第二皇子，母皇后藤原娍子。

## 人物生平
长和二年（1013年），随着父三条天皇继位，本称敦仪王的他获得亲王宣下，为敦仪亲王，授三品。随后任中务卿，后又迁式部卿。长元三年（1030年）九月，敦仪亲王剃发，前往严藏修行。天喜二年（1054年）七月，薨，享年五十八。

## 家庭
- 父：三条天皇
- 母：藤原娍子 - 皇后，藤原济时女
- 妃：藤原隆家长女[2]